# Square Barye
Pour les articles homonymes, voir Barye (homonymie).
Le square Barye est un espace vert du 4e arrondissement de Paris. Il porte le nom du sculpteur Antoine-Louis Barye.

## Situation et accès
Le square est situé à la pointe amont de l'île Saint-Louis. De forme triangulaire, il est délimité au sud et au nord-est par les bras de la Seine, et au nord-ouest par le boulevard Henri-IV. 
Un escalier donne accès à un quai de la Seine en contrebas.

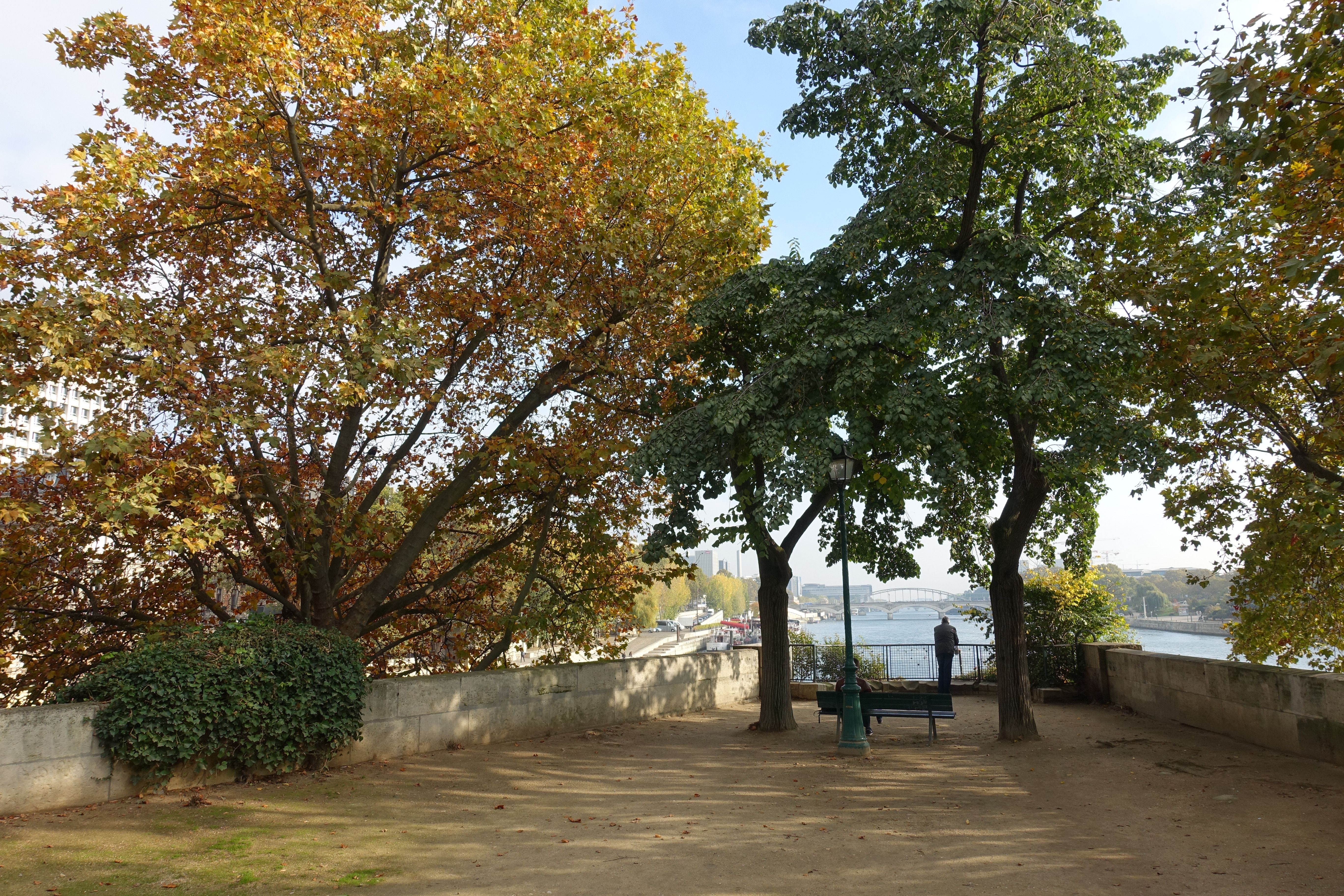
Pointe du square.
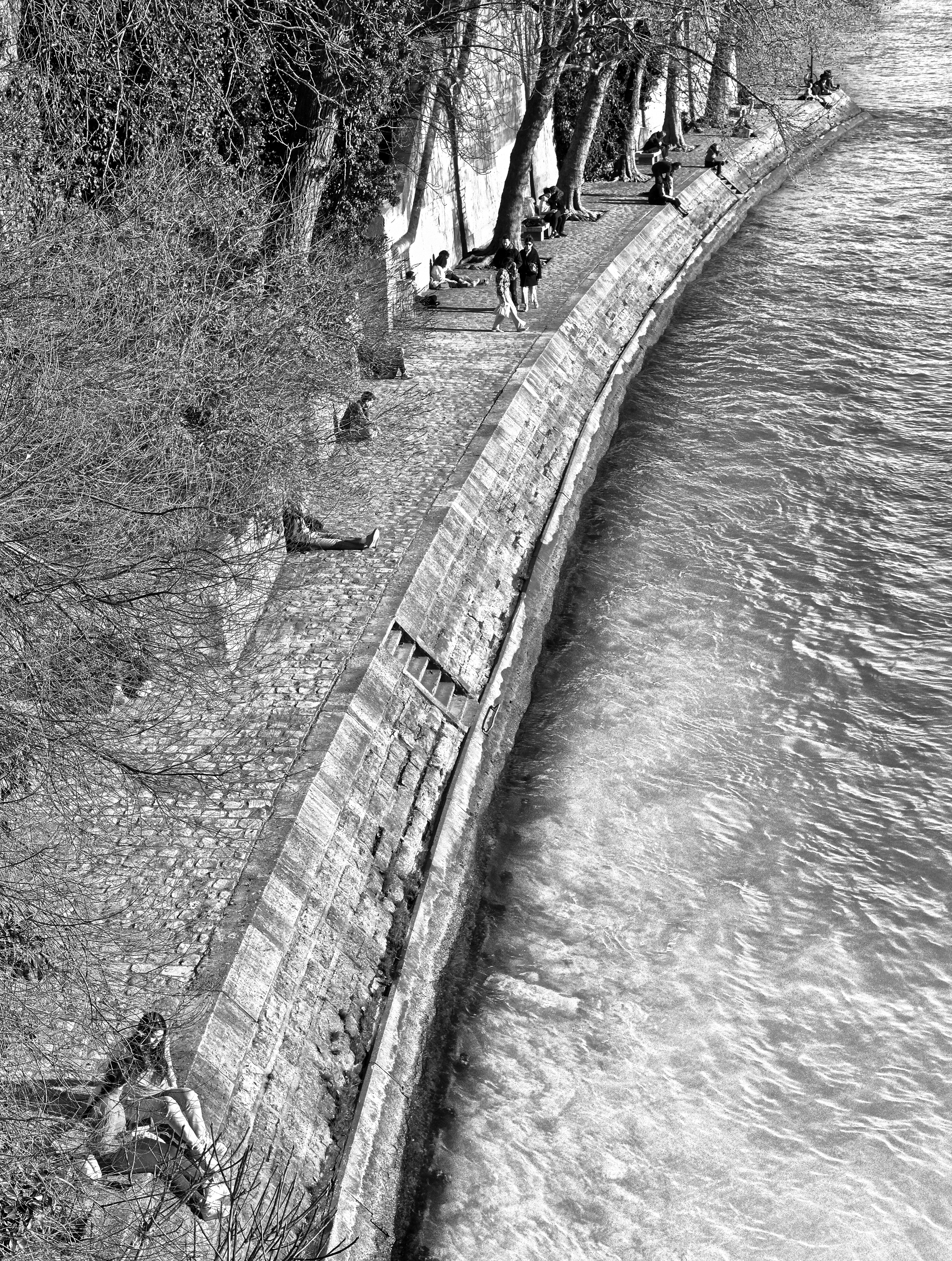
Quai de la Seine en contrebas du square Barye.

Ce site est desservi par la ligne 7 à la station de métro Sully - Morland.

## Origine du nom
Le square a été nommé d’après Antoine-Louis Barye (1795-1875), célèbre sculpteur animalier du XIXe siècle.

## Historique
Créé en 1938, le square s'étend sur 2 975 m2. En 2007, il a obtenu le label « espaces verts écologiques » décerné par Écocert.

Arbres du square
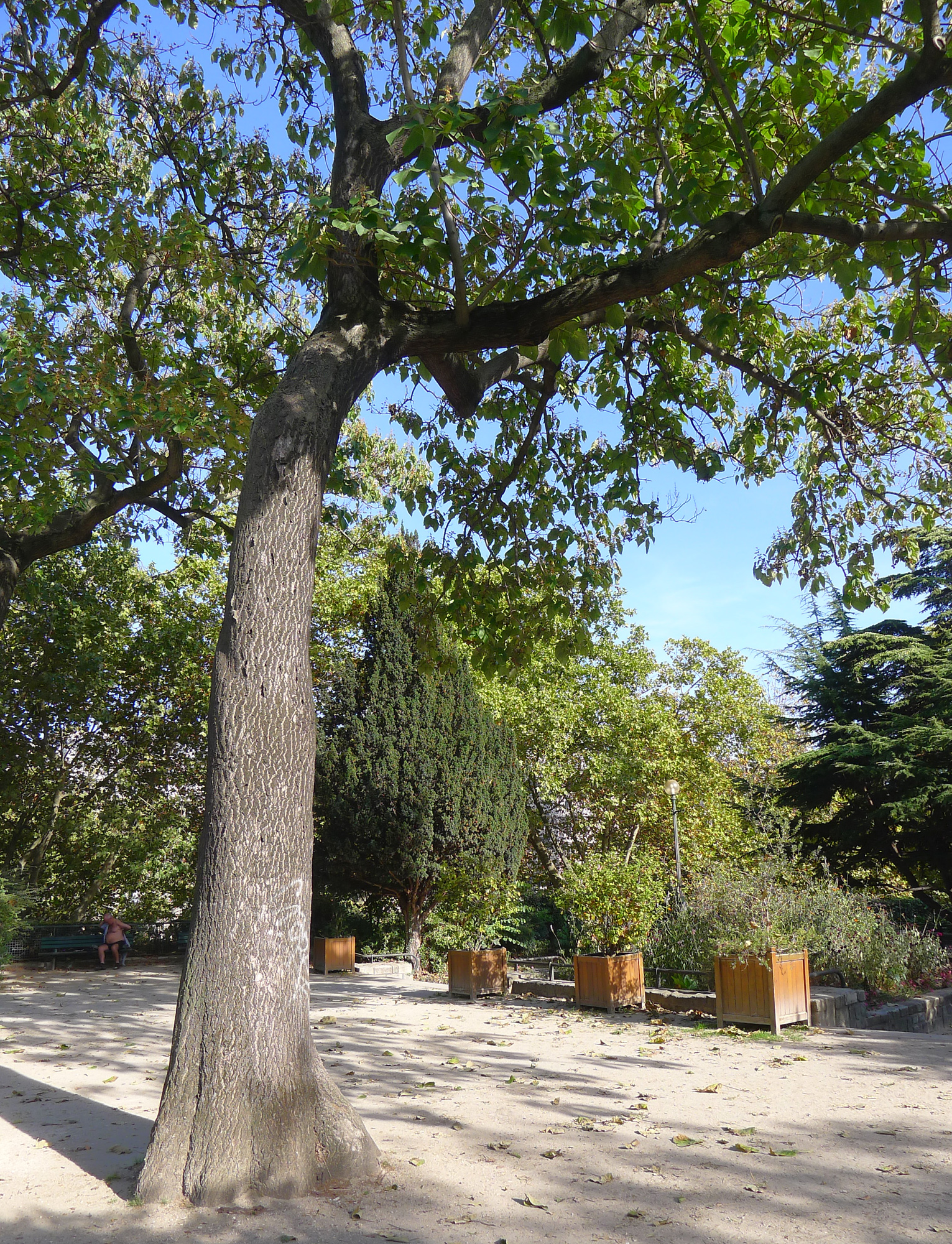
Paulownia tomentosa.
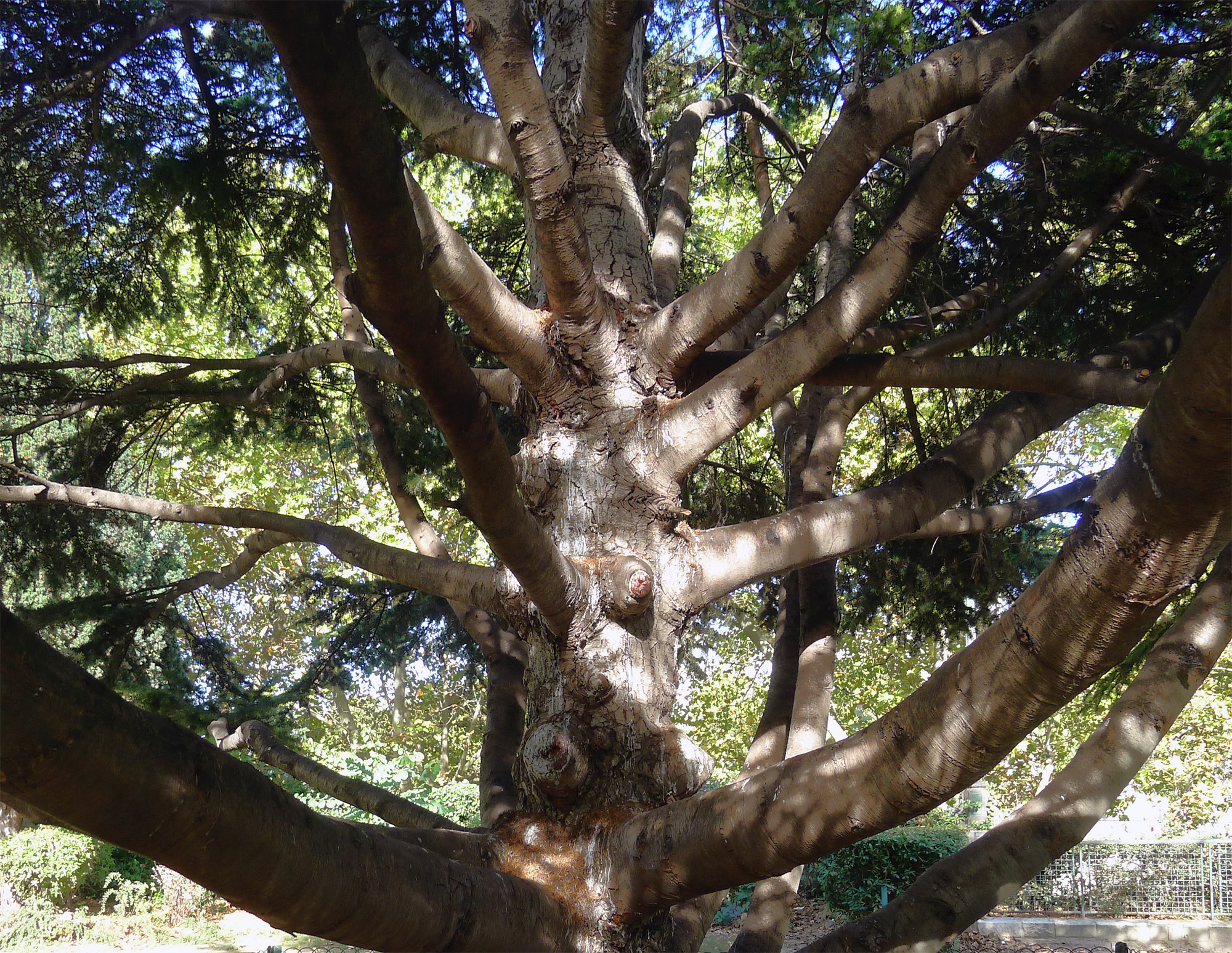
Cedrus libani, très probablement celui planté le 18 octobre 1993 par Jacques Chirac et Rafiq Hariri.

Lors de la cérémonie d'ouverture des Jeux olympiques d'été de 2024, Lady Gaga chante Mon truc en plumes de Zizi Jeanmaire en contrebas du square.

## LeMonument à Barye

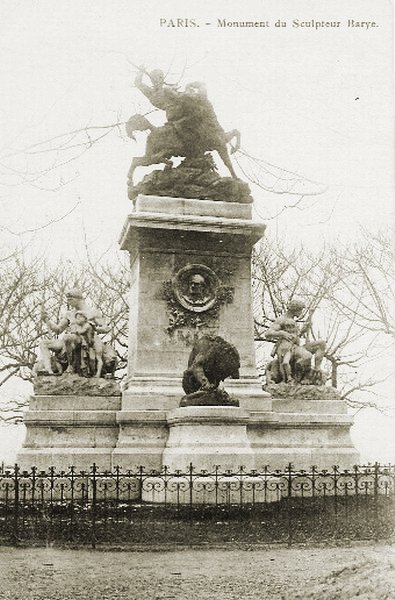
Marqueste,
Monument à Barye
état original (vers 1900).

Le Monument à Barye a été érigé au moyen d'une souscription organisée par les amis et admirateurs du sculpteur, sur les plans de l'architecte Louis Bernier et avec le concours du sculpteur Laurent Marqueste, le tout exécuté sous la surveillance d'Emmanuel Frémiet. L'inauguration eut lieu le 18 juin 1894 — bien avant la création de l'actuel square Barye, qui ne fut ouvert qu'en 1938 — sur le terre-plein resté vacant, après la construction du pont de Sully, au sud de la section du boulevard Henri-IV qui sépare encore les deux parties du pont. Situé à proximité de la maison du sculpteur (4, quai des Célestins), ce terre-plein était un lieu de passage fréquenté par les piétons qui empruntaient la passerelle de l'Estacade. Ce pont piéton avait son point d'ancrage à la pointe de l'île, au niveau de l'actuel square, jusqu'en 1932, année de sa démolition.
La cérémonie est présidée par le sculpteur Eugène Guillaume.
Le monument est principalement composé d'un imposant piédestal orné d'un portrait en médaillon représentant Barye, dû à Marqueste, autour duquel ont été placées des répliques d'œuvres de Barye, tels les groupes en pierre de La Force et de L'Ordre, copies exécutées également par Marqueste. Au sommet se trouve le groupe en bronze intitulé Thésée combattant le centaure Biénor  (copie d’un bronze conservé au musée du Louvre). Le Lion écrasant un serpent  orne la base du monument (copie d’un bronze conservé au musée des Beaux-Arts de Reims).

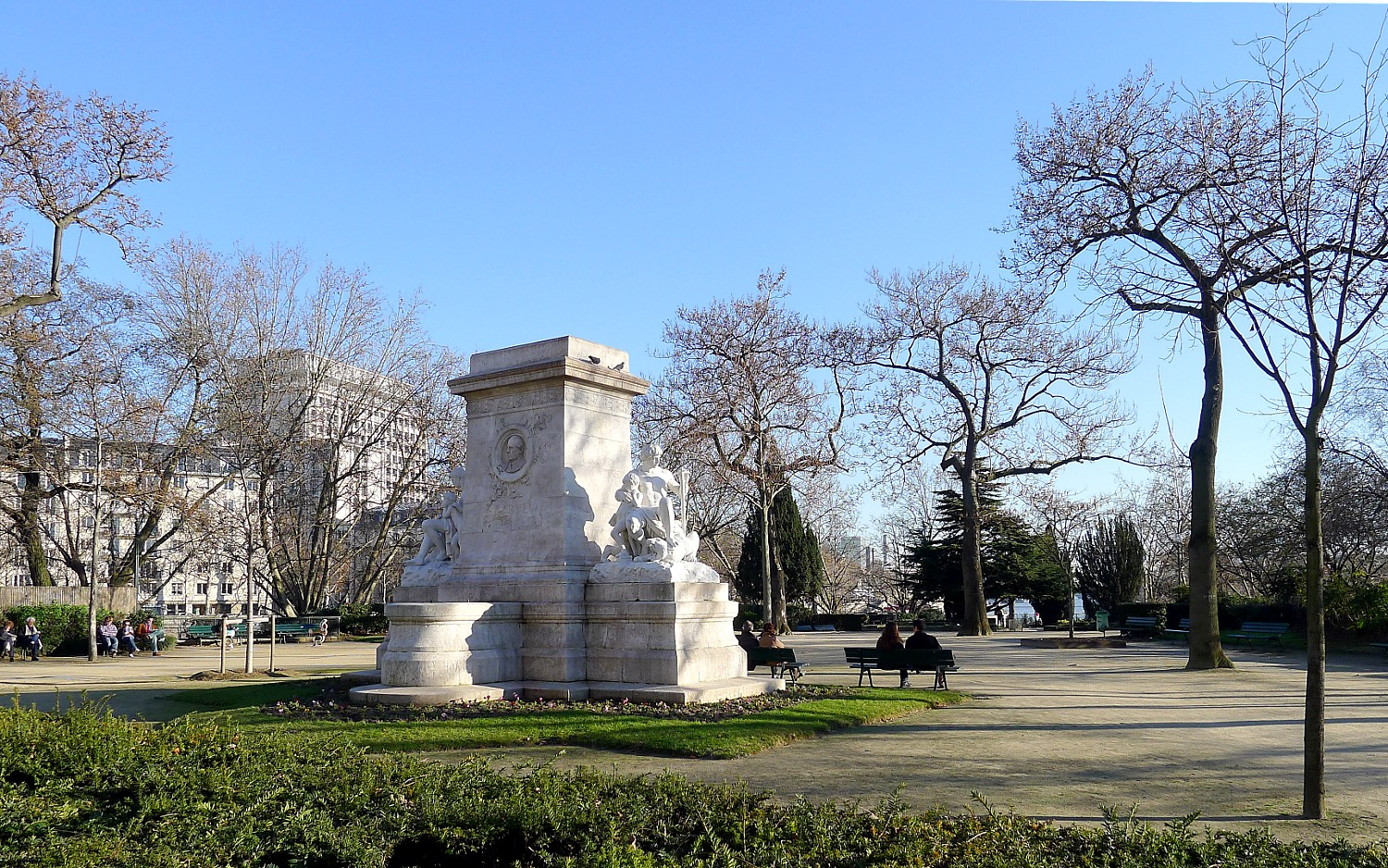
Monument en janvier 2011 sans les bronzes.

Les bronzes de Thésée et du Lion ont été envoyés à la fonte en 1942 sous le régime de Vichy. Cependant, en 2011, grâce au mécénat de la fondation pour la culture du groupe taïwanais Chi Mei (en), une nouvelle épreuve en bronze du Thésée, de taille légèrement inférieure, a été coulée et replacée sur son socle en pierre, . L'inauguration eu lieu en présence de la fondation le 12 mai 2011.
En 2014, une réplique en bronze du Lion, financée par le même mécène, a pris place sur le monument, rendant désormais à l'ensemble son aspect d'origine.
C'est ce monument, érigé à la gloire d'un sculpteur très populaire à la fin du XIXe siècle, qui a donné son nom au square.

Le Monument à Barye
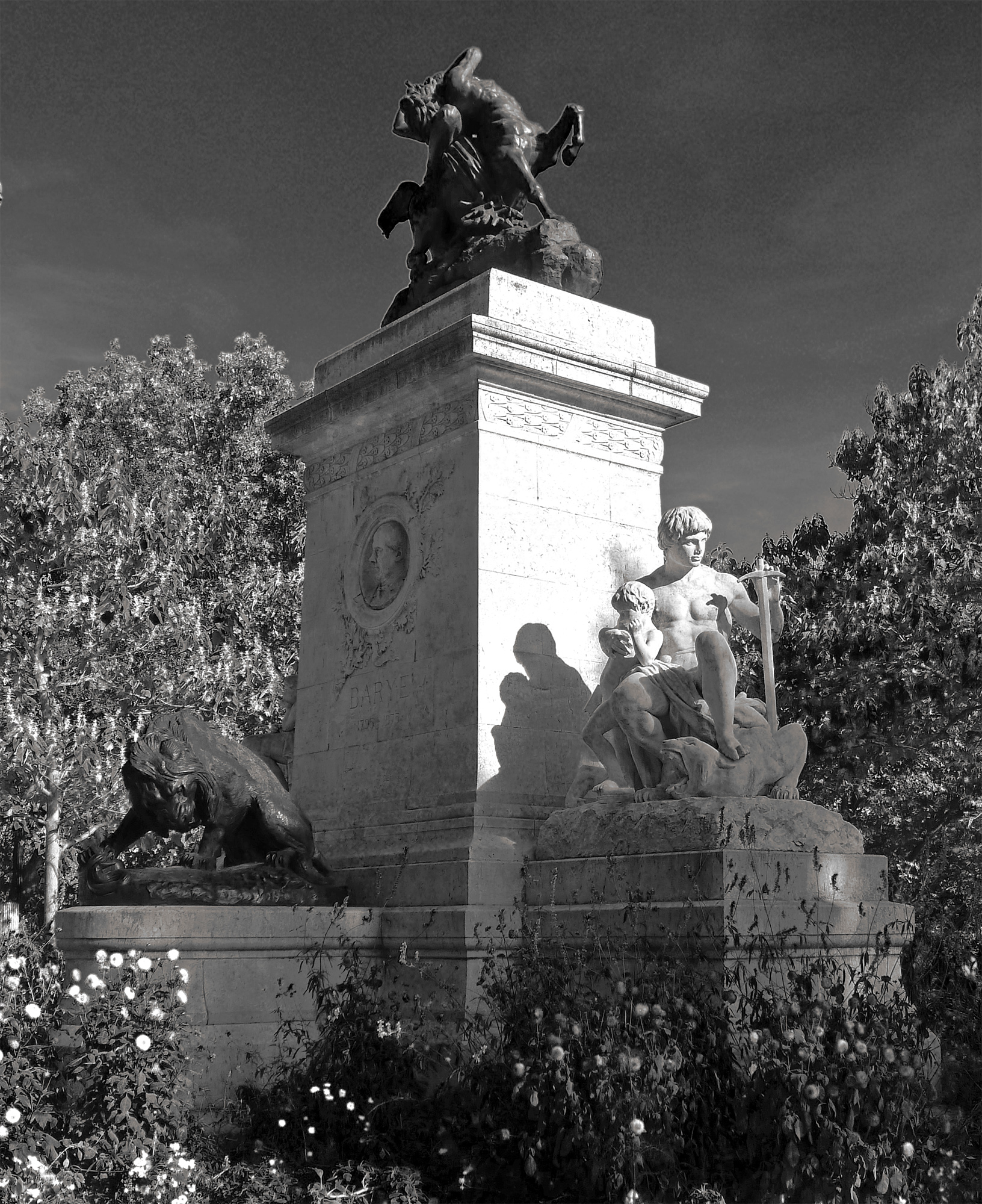
Monument reconstitué (2014).
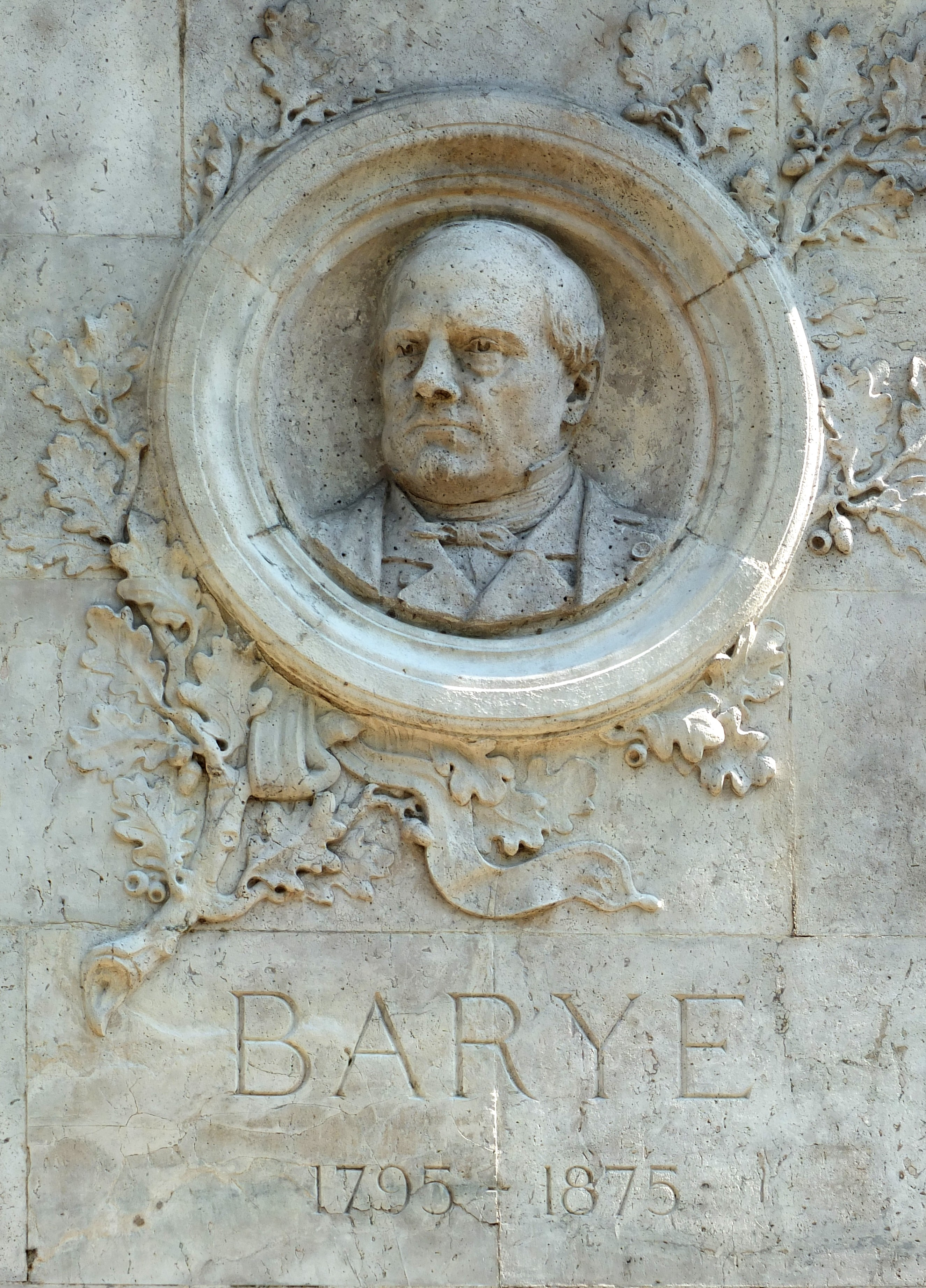
Marqueste, portrait de Barye.
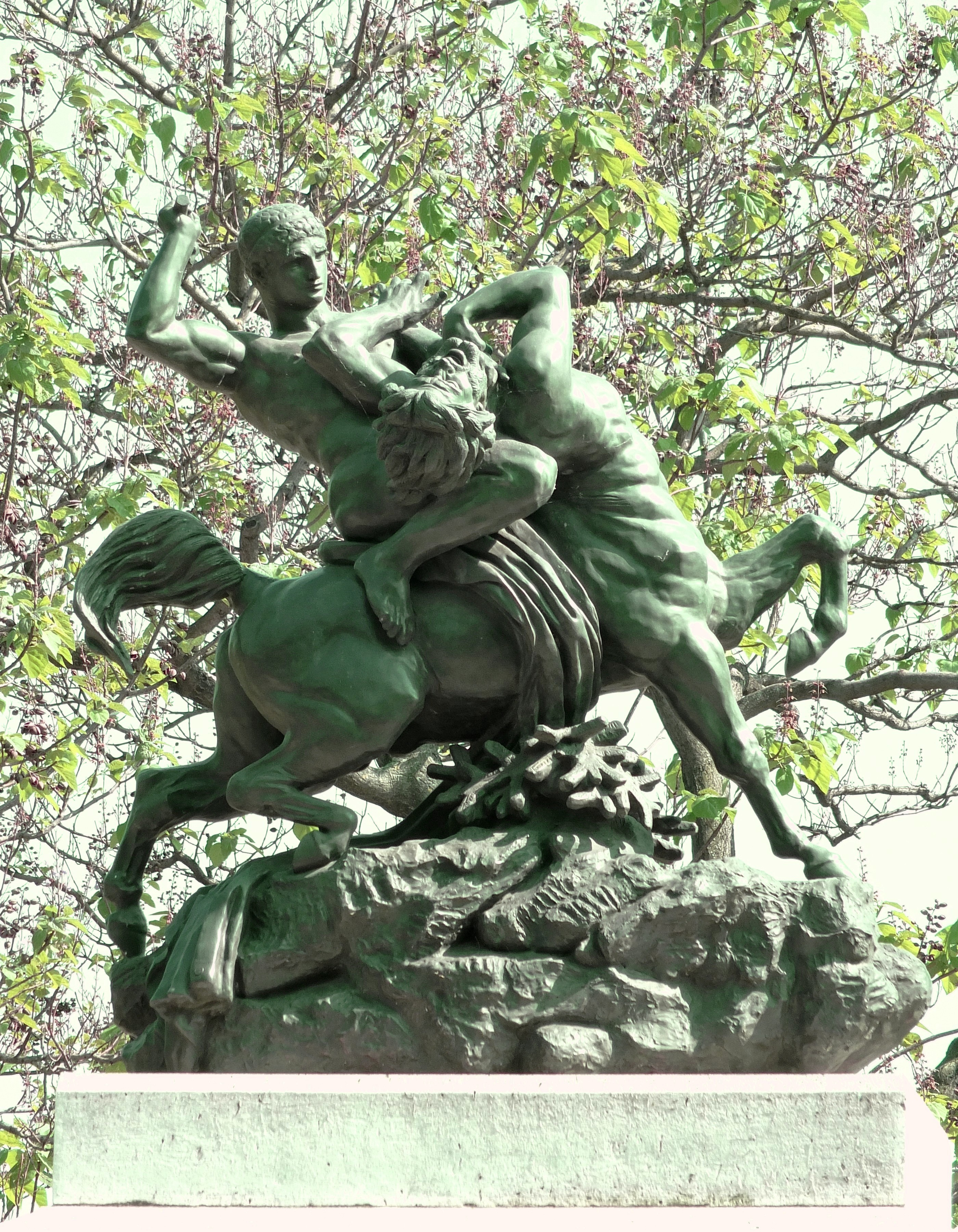
Barye, Thésée combattant le centaure, groupe de bronze restitué en 2011.
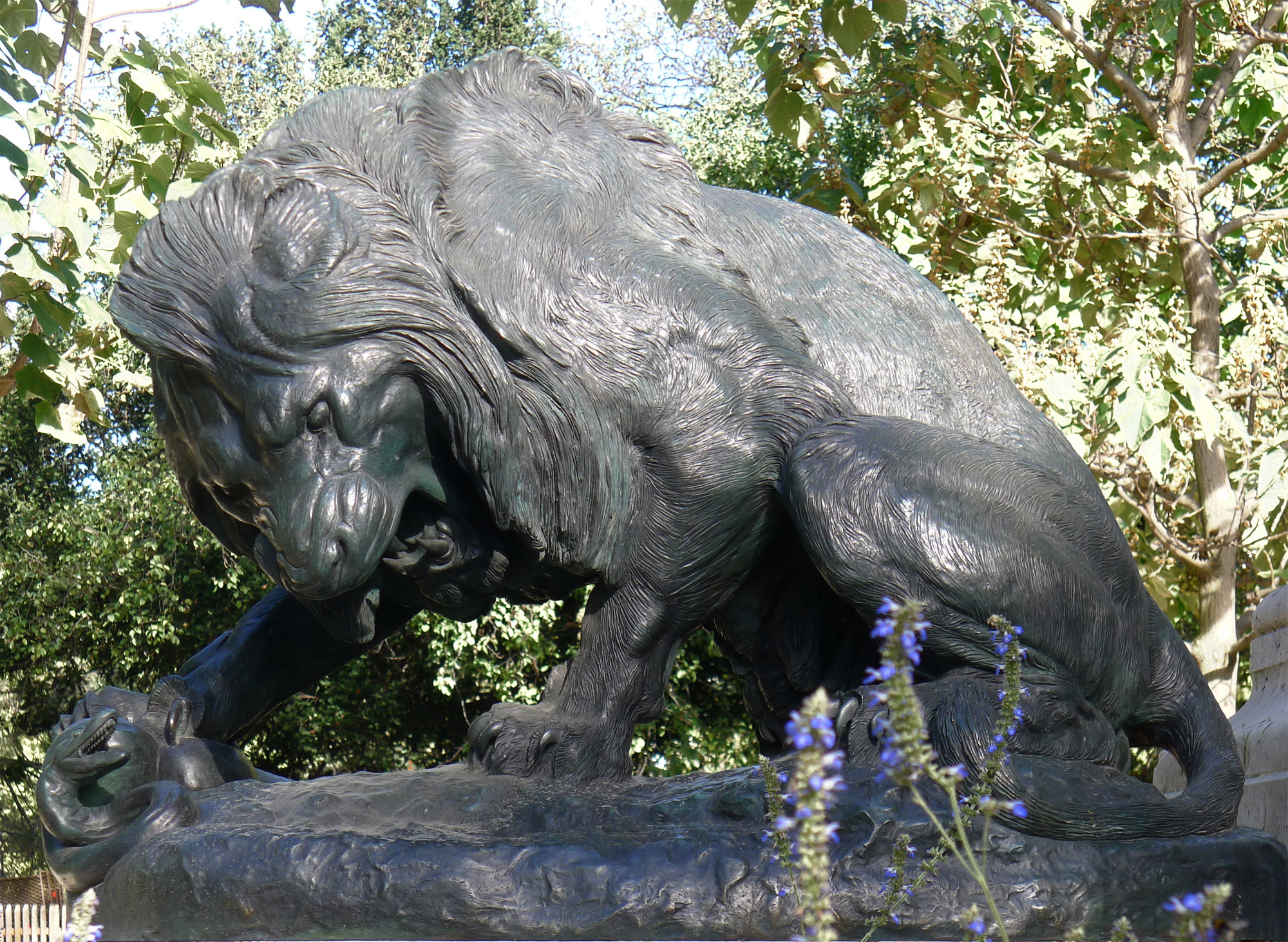
Barye, Lion écrasant un serpent, groupe de bronze restitué en 2011.
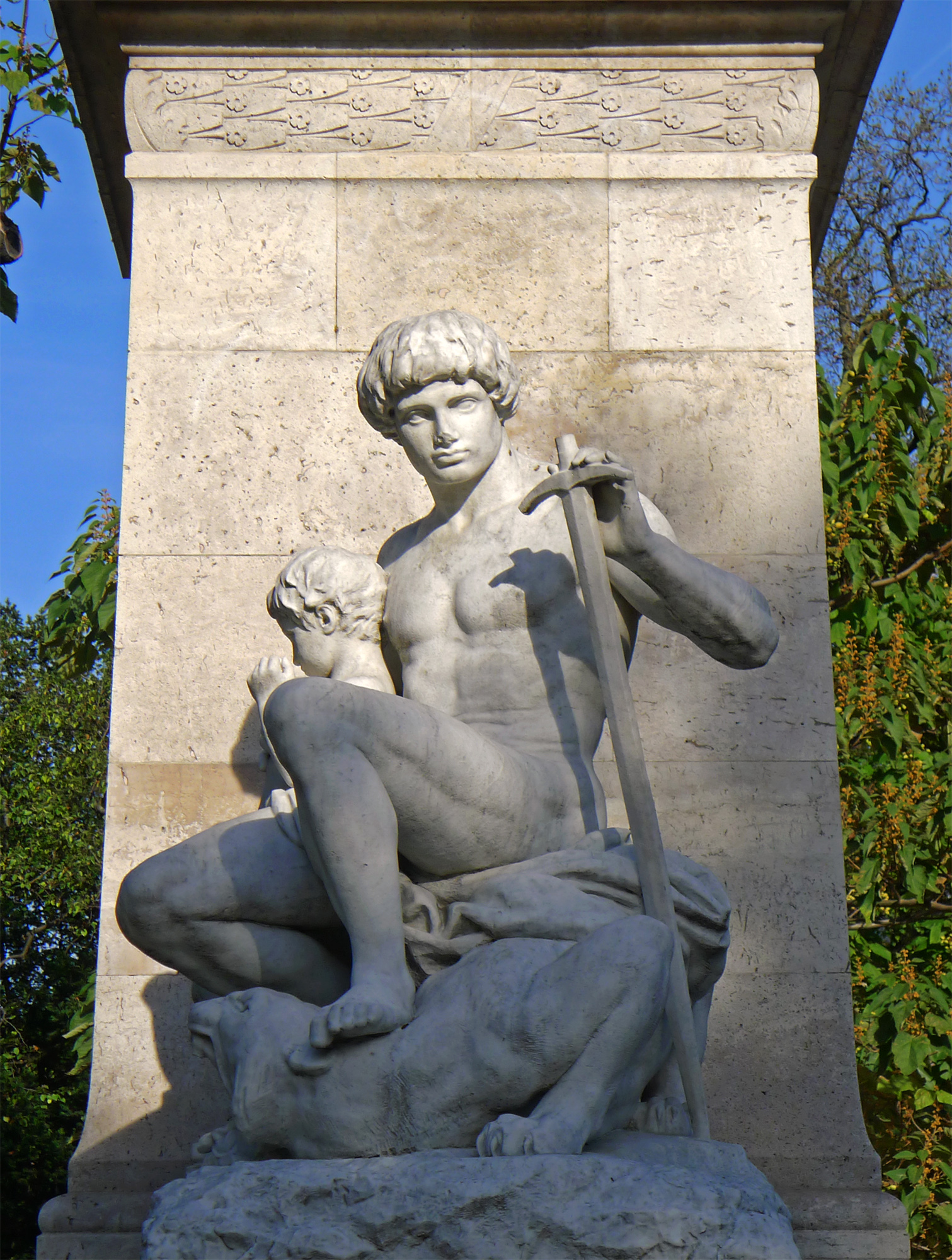
Marbre méridional : L'Ordre punissant les pervers.